# Demkiwci (rejon kamieniecki)
Demkiwci (ukr. Демківці) – wieś na Ukrainie, w obwodzie chmielnickim, w rejonie kamienieckim, w hromadzie Czemerowce. W 2001 liczyła 777 mieszkańców, spośród których 772 wskazało jako ojczysty język ukraiński, 4 rosyjski, a 1 mołdawski.